# Synagoga w Pogorzeli
Synagoga w Pogorzeli – nieistniejąca synagoga w Pogorzeli, która mieściła się przy ulicy Kotkowiaka, pod numerem 5.
Synagoga w Pogorzeli wzmiankowana jest już w opracowaniu z 1846 roku. Po budynku został jedynie fundament w ogrodzie.